# La Trinité, Martinique
La Trinité är en ort och kommun i Martinique. Den ligger i den centrala delen av Martinique, 19 km nordost om huvudstaden Fort-de-France. I kommunen ligger halvön Presqu'île de la Caravelle. La Trinité är sous-préfecture, huvudort, i Arrondissement de La Trinité, ett av Martiniques fyra arrondissement.